# 東山藤稲荷神社
東山藤稲荷神社（ひがしやまふじいなりじんじゃ）は、東京都新宿区の神社。

## 歴史
927年（延長5年）に創建されたといわれている。
後に武家の名門として名を馳せることになる経基流清和源氏の祖源経基が伏見稲荷神社（現伏見稲荷大社）から分霊を勧請し、東国にいる一族の氏神として祀ったという。
境内には、かつて藤の大木があったという逸話から、社名が「東山藤稲荷神社」「藤稲荷神社」「富士稲荷神社」と呼ばれるようになった。

## 交通アクセス
- 高田馬場駅より徒歩10分。